# Саутін Артем Володимирович
Артем Володимирович Саутін (нар. 20 лютого 1977, Дружківка) — колишній український футболіст, що грав на позиції захисника і півзахисника. Відомий за виступами за низку українських клубів, а також у складі молодіжної збірної України.

## Кар'єра футболіста
Артем Саутін народився в Дружківці, та є вихованцем донецького Училища олімпійського резерву. Розпочав виступи на футбольних полях молодий футболіст за юнацьку команду АФК-УОР з Маріуполя у 1994 році. На початку 1995 року Артем отримав запрошення від другої команди донецького «Шахтаря», яка на той час грала у другій українській лізі. У складі другої команди «гірників» Саутін грав протягом 1995 року, а з початку 1996 року став гравцем іншої друголігової команди — «Гірника-спорт» із Комсомольська. Улітку 1996 року Артем Саутін отримав запрошення від клубу «Волинь», який вибув з вищої ліги, та поставив завдання на сезон повернутись до вищого дивізіону. У команду прийшло багато молодих футболістів, лучани добре розпочали чемпіонат, тривалий час лідирували в турнірі першої ліги. Проте вже за півроку перспективного футболіста, та одного із кращих бомбардирів луцького клубу (за перше коло Саутін відзначився 5 забитими м'ячами в 16 зіграних матчах) запросив до свого складу найсильніший та найбільш фінансово забезпечений український клуб цих років — київське «Динамо»). Проте в київському клубі футболіст грав виключно за другу та третю команди в першій та другій лігах, щоправда, один раз у складі другої команди став переможцем турніру першої ліги та двічі став срібним призером турніру. Щоправда, турнірного значення ці досягнення не мали, тому що друга динамівська команда не могла підвищитись у вищу лігу як фарм-клуб першої команди київського «Динамо».
На початку 1999 року, втративши можливість пробитися до основи першої команди «Динамо», Артем Саутін приймає запрошення від команди вищої ліги «Зірка» із Кіровограда. Проте в цьому клубі футболіст також не зумів стати футболістом основи, зігравши у вищій лізі лише 1 матч, та ще 1 матч зіграв за другу команду клубу в другій лізі. Наступний сезон Саутін розпочав у першоліговій команді «Поліграфтехніка» з Олександрії, а другу половину сезону грав у іншій першоліговій команді — «Нафтовик» з Охтирки. Наступний сезон Артем Саутін провів у команді «Закарпаття» з Ужгорода. В ужгородському клубі футболіст став одним із гравців основи, а за підсумками сезону команда зайняла друге місце в турнірі першої ліги, та здобула право виступати у вищій лізі. Проте в наступному сезоні Артем Саутін вже не був гравцем основи закарпатського клубу, зігравши лише 2 матчі у вищій лізі. Наступний сезон футболіст провів у вищоліговій «Таврії» з Сімферополя, проте також гравцем основи не був, і за рік вийшов на поле лише в 2 матчах чемпіонату. Останнім професійним клубом Саутіна став першоліговий київський ЦСКА, в якому футболіст виступав протягом короткого часу в 2003 році.

## Виступи за збірні
У 1997 році, після переходу до складу київського «Динамо»), Артем Саутін отримав запрошення до молодіжної збірної України. Дебютував у молодіжній збірній країни футболіст 22 березня 1997 року в товариському матчі з молодіжною збірною Молдови. Протягом року Артем Саутін зіграв 6 матчів за молодіжну збірну, в яких відзначився 1 забитим м'ячем у ворота молодіжної збірної Вірменії. Після цього футболіст до складу збірних України не викликався.

## Досягнення
- Переможець чемпіонату України з футболу 1998—1999 в першій лізі.